# Gens Octavia
La gens Ottavia fu una gens plebea che venne elevata al rango patrizio da Cesare durante il I secolo a.C. Il loro primo membro a raggiungere la notorietà fu Gneo Ottavio Rufo, questore intorno al 230 a.C. Nel corso dei due secoli successivi gli Octavii detennero molte delle più alte cariche dello Stato, ma il più celebre della famiglia fu il primo imperatore romano, Ottaviano, pronipote di Cesare e suo figlio adottivo, che fu proclamato Augustus dal senato nel 27 a.C.

## L'origine dellagens
Gli Octavii provenivano dall'antica città volsca (o forse latina) di Velitrae, sui colli Albani. Non si sa molto delle loro origini, ma siccome verso la fine della repubblica era divenuta consuetudine per le famiglie nobili ricondurre le loro origini agli dei e agli eroi dei tempi antichi, sembrò naturale che una famiglia legata alla gens Iulia e dalla quale discendeva l'imperatore Augusto fosse di nobili e antiche origini. Lo storico Svetonio scrisse a proposito della famiglia nel suo De vita Caesarum:
(Svetonio, De vita Caesarum, Augustus)
Secondo Svetonio dunque agli Octavii venne concessa la cittadinanza romana da Tarquinio Prisco e l'appartenenza al patriziato dal suo successore, Servio Tullio, ma col passare del tempo era tornata plebea, finché Cesare non le riassegnò il rango patrizio.
La narrazione di Svetonio non ha nulla di inverosimile, tuttavia, siccome né Livio né Dionigi menzionano gli Octavii quando parlano di Velitrae, è evidente che non la considerino attendibile. D'altra parte, siccome la famiglia non viene nemmeno menzionata prima del III secolo a.C., l'ipotesi di una sua origine antica può essere ragionevolmente scartata.
Il nomen Octavius era assai diffuso nel Latium fin dagli inizi della Repubblica, come ad es. con Ottavio Mamilio, che sposò la figlia di Tarquinio il Superbo. Tale nomen è evidentemente derivato dal praenomen Octavus, allo stesso modo con cui Quinctius, Sextius e Septimius sono derivati da Quintus, Sextus e Septimus.
I principali praenomina utilizzati dagli Octavii furono Gnaeus, Gaius, Marcus e Lucius. Durante il periodo imperiale sono attestati anche Publius e Servius.

## Rami ecognominadellagens
Gneo Ottavio Rufo, che ebbe due figli, Gneo e Gaio, può essere considerato il fondatore della gens. Alcuni discendenti del ramo di Gneo ricoprirono importanti magistrature, mentre i discendenti del ramo di Gaio, trisnonno di Augusto, non si distinsero allo stesso modo, e rimasero nell'ordine degli equites. Suo figlio fu tribunus militum nel 216 a.C. durante la seconda guerra punica e sopravvisse alla battaglia di Canne, ma Marco Antonio, allo scopo di gettare discredito sulla figura di Augusto, lo definì un liberto impiegato nell'attività di restio (ovvero un funaio). Il primo di questo ramo ad accedere al rango senatorio fu Gaio Ottavio, il padre di Augusto.
Durante la Repubblica l'unico cognomen portato dagli Octavii fu Rufus, e anche questo viene ricordato raramente. Vi sono altri personaggi appartenenti alla famiglia degli Octavii, la cui discendenza non è tuttavia nota. I loro cognomina furono Balbus (derivato da balbuzie),  Naso (indicante probabilmente un naso pronunciato), Ligur e Marsus (indicanti rispettivamente gli antichi popoli Liguri e dei Marsi).

## Albero genealogico
|                                   |                                   |  |                                   |                                   |  |                                                                                 |                                                                                 |  |                                                |                                                |  |                                                                     |                                                                     |  |                                                                                   |                                                                                   |  |
|                                   |                                   |  |                                   |                                   |  |                                                                                 |                                                                                 |  | Gneo Ottavio Rufo questore nel 230 a.C.        |                                                |  |                                                                     |                                                                     |  |                                                                                   |                                                                                   |  |
|                                   |                                   |  |                                   |                                   |  |                                                                                 |                                                                                 |  |                                                |                                                |  |                                                                     |                                                                     |  |                                                                                   |                                                                                   |  |
|                                   |                                   |  |                                   |                                   |  |                                                                                 |                                                                                 |  |                                                |                                                |  |                                                                     |                                                                     |  |                                                                                   |                                                                                   |  |
|                                   |                                   |  |                                   |                                   |  | Gneo Ottavio edile nel 206 a.C. pretore del 205 a.C. governatore della Sardegna | Gneo Ottavio edile nel 206 a.C. pretore del 205 a.C. governatore della Sardegna |  |                                                |                                                |  | Gaio Ottavio eques                                                  | Gaio Ottavio eques                                                  |  |                                                                                   |                                                                                   |  |
|                                   |                                   |  |                                   |                                   |  |                                                                                 |                                                                                 |  |                                                |                                                |  |                                                                     |                                                                     |  |                                                                                   |                                                                                   |  |
|                                   |                                   |  |                                   |                                   |  |                                                                                 |                                                                                 |  |                                                |                                                |  |                                                                     |                                                                     |  |                                                                                   |                                                                                   |  |
|                                   |                                   |  |                                   |                                   |  | Gneo Ottavio console nel 165 a.C.                                               | Gneo Ottavio console nel 165 a.C.                                               |  |                                                |                                                |  | Gaio Ottavio tribuno militare nel 216 a.C.                          | Gaio Ottavio tribuno militare nel 216 a.C.                          |  |                                                                                   |                                                                                   |  |
|                                   |                                   |  |                                   |                                   |  |                                                                                 |                                                                                 |  |                                                |                                                |  |                                                                     |                                                                     |  |                                                                                   |                                                                                   |  |
|                                   |                                   |  |                                   |                                   |  |                                                                                 |                                                                                 |  |                                                |                                                |  |                                                                     |                                                                     |  |                                                                                   |                                                                                   |  |
|                                   |                                   |  | Gneo Ottavio console nel 128 a.C. | Gneo Ottavio console nel 128 a.C. |  |                                                                                 |                                                                                 |  | Marco Ottavio tribuno della plebe nel 133 a.C. | Marco Ottavio tribuno della plebe nel 133 a.C. |  | Gaio Ottavio eques                                                  | Gaio Ottavio eques                                                  |  |                                                                                   |                                                                                   |  |
|                                   |                                   |  |                                   |                                   |  |                                                                                 |                                                                                 |  |                                                |                                                |  |                                                                     |                                                                     |  |                                                                                   |                                                                                   |  |
|                                   |                                   |  |                                   |                                   |  |                                                                                 |                                                                                 |  |                                                |                                                |  |                                                                     |                                                                     |  |                                                                                   |                                                                                   |  |
| Gneo Ottavio console nell'87 a.C. | Gneo Ottavio console nell'87 a.C. |  |                                   |                                   |  | Marco Ottavio tribuno della plebe                                               | Marco Ottavio tribuno della plebe                                               |  |                                                |                                                |  | Gaio Ottavio • 1.Ancaria • 2.Azia maggiore                          | Gaio Ottavio • 1.Ancaria • 2.Azia maggiore                          |  |                                                                                   |                                                                                   |  |
|                                   |                                   |  |                                   |                                   |  |                                                                                 |                                                                                 |  |                                                |                                                |  |                                                                     |                                                                     |  |                                                                                   |                                                                                   |  |
|                                   |                                   |  |                                   |                                   |  |                                                                                 |                                                                                 |  |                                                |                                                |  |                                                                     |                                                                     |  |                                                                                   |                                                                                   |  |
| Lucio Ottavio console nel 75 a.C. | Lucio Ottavio console nel 75 a.C. |  |                                   |                                   |  | Gneo Ottavio console nel 76 a.C.                                                | Gneo Ottavio console nel 76 a.C.                                                |  | Ottavia maggiore • Sesto Appuleio              | Ottavia maggiore • Sesto Appuleio              |  | Ottavia minore • 1.Gaio Claudio Marcello (minore) • 2.Marco Antonio | Ottavia minore • 1.Gaio Claudio Marcello (minore) • 2.Marco Antonio |  | Ottaviano Augusto • 1.Clodia Pulcra • 2.Scribonia • 3.Livia Drusilla              | Ottaviano Augusto • 1.Clodia Pulcra • 2.Scribonia • 3.Livia Drusilla              |  |
|                                   |                                   |  |                                   |                                   |  |                                                                                 |                                                                                 |  |                                                |                                                |  |                                                                     |                                                                     |  |                                                                                   |                                                                                   |  |
|                                   |                                   |  |                                   |                                   |  |                                                                                 |                                                                                 |  |                                                |                                                |  |                                                                     |                                                                     |  |                                                                                   |                                                                                   |  |
|                                   |                                   |  |                                   |                                   |  | Marco Ottavio edile nel 50 a.C.                                                 | Marco Ottavio edile nel 50 a.C.                                                 |  |                                                |                                                |  |                                                                     |                                                                     |  | Giulia maggiore • 1.Marco Claudio Marcello • 2.Marco Vipsanio Agrippa • 3.Tiberio | Giulia maggiore • 1.Marco Claudio Marcello • 2.Marco Vipsanio Agrippa • 3.Tiberio |  |
|                                   |                                   |  |                                   |                                   |  |                                                                                 |                                                                                 |  |                                                |                                                |  |                                                                     |                                                                     |  |                                                                                   |                                                                                   |  |
|                                   |                                   |  |                                   |                                   |  |                                                                                 |                                                                                 |  |                                                |                                                |  |                                                                     |                                                                     |  |                                                                                   |                                                                                   |  |

## Membri dellagens

### Octavii Rufi
- Gneo Ottavio Rufo, primo membro della gens a ricoprire una magistratura (questore intorno al 230 a.C.)[1].
- Gneo Ottavio, edile nel 206 a.C. e pretore nel 205 a.C. durante la seconda guerra punica, fu governatore della Sardegna e catturò ottanta navi da carico cartaginesi. Dopo la battaglia di Zama Scipione gli ordinò di marciare su Cartagine[2].
- Gaio Ottavio, il figlio più giovane di Gneo Ottavio, rimase un eques senza ambire a cariche di rango maggiore.
- Gaio Ottavio, figlio del precedente, fu tribunus militum nel 216 a.C. durante la seconda guerra punica, sopravvisse alla battaglia di Canne e nel 205 a.C. operò in Sicilia agli ordini del pretore Lucio Emilio Papo.[3].
- Gneo Ottavio, console nel 165 a.C., comandò la flotta romana durante la guerra vinta contro Perseo, per commemorare la quale fece erigere il Porticus Octavia.[2]
- Gneo Ottavio, console nel 128 a.C., viene ricordato da Cicerone come uno dei migliori oratori del suo tempo[4].
- Marco Ottavio, tribuno della plebe nel 133 a.C., si oppose alla legge agraria proposta dal suo collega, Tiberio Sempronio Gracco[5].
- Gaio Ottavio, il nonno di Augusto, rimase eques nonostante la condizione benestante. Ritenuto un usuraio, pertanto sia Antonio che Gaio Cassio Parmense definirono Augusto il nipote di un usuraio[3].
- Gneo Ottavio, questore nel 107 a.C.[6], forse coincidente col console dell'87 a.C.[3].
- Gneo Ottavio, console nell'87 a.C., sostenitore degli Optimates, si scontrò col suo collega Lucio Cornelio Cinna, che invece rappresentava i Populares, e venne poi ucciso da sostenitori di Gaio Mario.
- Marco Ottavio, tribuno della plebe (l'anno è incerto), emanò una legge con la quale veniva alzato il prezzo di vendita del grano alla plebe[7].
- Gneo Ottavio, console nell'76 a.C. e oratore modesto. Soffrì tanto di gotta, da perdere l'uso di entrambi i piedi[8].
- Lucio Ottavio, console nell'75 a.C., morì l'anno seguente mentre era proconsole in Cilicia: gli successe Lucullo[8][9].
- Gaio Ottavio, il padre di Augusto, fu pretore nel 61 a.C. Nominato in seguito proconsole di Macedonia, sconfisse numerose tribù traci, ma morì improvvisamente nel 58 a.C.
- Ottavio, legatus nell'esercito di Marco Licinio Crasso, morto nel 53 a.C. durante la battaglia di Carre.
- Marco Ottavio, edile nel 50 a.C., fu un seguace di Pompeo durante la guerra civile e, assieme a Lucio Scribonio Libone, fu al comando delle flotte liburna e achea, agendo come legatus di Marco Calpurnio Bibulo[8].
- Marco Ottavio, assieme a Marco Insteio comandò la parte centrale della flotta di Marco Antonio alla battaglia di Azio[10].
- Ottavia maggiore, la figlia maggiore del pretore Gaio, sorellastra di Augusto e moglie di Sesto Appuleio.
- Ottavia minore, figlia minore di Gaio e sorella di Augusto; sposò dapprima il console Gaio Claudio Marcello e poi Marco Antonio.
- Gaio Ottavio, il primo imperatore romano. Fu adottato da Cesare nel suo testamento e nominato Augustus dal Senato nel 27 a.C.
- Ottavio Rufo, amico di Plinio il Giovane[11].

### Octavii Liguri
- Marco Ottavio Ligure, senatore e tribuno della plebe assieme al fratello Lucio nell'82 a.C. Verre lo costrinse a tornare a Roma in un processo su una proprietà ereditata in Sicilia, e poi gli addebitò i costi del processo[12].
- Lucio Ottavio Ligure, tribuno della plebe assieme al fratello Marco, e suo difensore nel processo intentato da Verre. Forse è lo stesso personaggio nominato da Cicerone in una delle sue lettere ad Attico[13].

### Octavii Lenati
- Marco Ottavio Lenate Curziano, uomo eminente, uno dei difensori di Marco Emilio Scauro durante il processo del 54 a.C.
- Gaio Ottavio Lenate, curator aquarum dal 34 al 38 durante i regni di Tiberio e di Caligola[14].
- Sergio Ottavio Lenate Ponziano, che fu console nel 131.

### Altri membri
- Ottavio Mamilio, che sposò la figlia di Tarquinio il Superbo.
- Ottavio Grecino, uno dei generali di Sertorio in Spagna, che si distinse in battaglia contro Pompeo nel 76 a.C. Nel 72 a.C. si unì alla cospirazione di Marco Perperna, nella quale morì Sertorio[15][16].
- Lucio Ottavio, legato di Pompeo nel 67 a.C. durante la guerra piratica. Successe a Quinto Cecilio Metello Cretico al comando di Creta[17][18].
- Lucio Ottavio Balbo, un eminente giurista e giudice (judex) dell'epoca di Cicerone; nel 42 a.C. fu bandito e condannato a morte dai triumviri[19][20].
- Ottavio Marso, legatus di Publio Cornelio Dolabella, che nel 43 a.C. lo inviò in Siria con una legione. Quando Laodicea cadde nelle mani di  Gaio Cassio Longino, Dolabella e Ottavio si suicidarono[21][22].
- Marco Ottavio Erennio, mercante, fece erigere una cappella a Ercole presso Porta Trigemina ai piedi dell'Aventino, presumibilmente come ringraziamento per essere stato liberato dai pirati[23][24][25].
- Gaio Ottavio Lampadione, un filologo, che suddivise il Bellum Poenicum di Nevio in sette libri[26].
- Ottavio Frontone, contemporaneo di Tiberio, fu pretore e nel 16 parlò contro il lusso in Senato, contrapponendosi ad Asinio Gallo[27].
- Publio Ottavio, epicureo famoso durante il regno di Tiberio[28].
- Ottavio Sagitta, tribuno della plebe nel 58, uccide l'amante Ponzia Postumia che, dopo aver lasciato il marito, rifiuta di sposarlo. Condannato ed esiliato, tornerà a Roma dopo la scomparsa di Nerone[29].[30]
- Gaio Ottavio Vindice, consul suffectus nel 184.
- Ottavio Oraziano, a cui viene talvolta attribuito il Rerum Medicarum Libri Quatuor[senza fonte], che invece i più attribuiscono a Teodoro Prisciano, medico che visse a Costantinopoli nel IV secolo.
- Gaio Ottavio Appio Suetrio Sabino, console nel 214 e nel 240.